# Tour de l'Utah 2018
Le Tour de l'Utah 2018 est la 14e édition de cette course cycliste sur route masculine disputée dans l'Utah, aux États-Unis. Il a lieu du 6 au 12 août 2018. Il fait partie du calendrier UCI America Tour 2018 en catégorie 2.HC., et fut remporté par Sepp Kuss qui gagna également les trois étapes de montagne.

## Présentation

### Parcours
Cette édition du Tour de l'Utah comporte un prologue, deux étapes de côte, deux étapes de vallée et deux étapes de montagne.

### Équipes
| WorldTeams (5)- BMC Racing Team - EF Education First-Drapac p/b Cannondale - Lotto NL-Jumbo - Mitchelton-Scott - Trek-Segafredo Équipes continentales professionnelles (6)- Hagens Berman Axeon - Holowesko-Citadel - Israel Cycling Academy - Nippo-Vini Fantini-Europa Ovini - Rally Cycling - UnitedHealthcare Équipes continentales (6)- 303Project - Aevolo - Elevate-KHS Pro Cycling - Jelly Belly p/b Maxxis - Mobius-BridgeLane - Silber Pro Cycling |
| |

### Étapes
| Étape     | Date    | Villes étapes                   | type                        | Distance (km) | Vainqueur d'étape  | Leader du classement général |
| --------- | ------- | ------------------------------- | --------------------------- | ------------- | ------------------ | ---------------------------- |
| Prologue  | 6 août  | Saint George – Saint George     | contre-la-montre individuel | 5,3           | Tejay van Garderen | Tejay van Garderen           |
| 1re étape | 7 août  | Cedar City – Cedar City         | étape de montagne           | 162,5         | Travis McCabe      | Tejay van Garderen           |
| 2e étape  | 8 août  | Payson – Payson                 | étape de montagne           | 142,6         | Sepp Kuss          | Sepp Kuss                    |
| 3e étape  | 9 août  | Antelope Island – Layton        | étape de moyenne montagne   | 167,4         | Travis McCabe      | Sepp Kuss                    |
| 4e étape  | 10 août | Salt Lake City – Salt Lake City | étape vallonnée             | 110,1         | Jasper Philipsen   | Sepp Kuss                    |
| 5e étape  | 11 août | Canyons Resort – Snowbird       | étape de montagne           | 152,6         | Sepp Kuss          | Sepp Kuss                    |
| 6e étape  | 12 août | Park City – Park City           | étape de montagne           | 123,4         | Sepp Kuss          | Sepp Kuss                    |

### Récit de la course
Tejay van Garderen, leader de son équipe BMC remporte le prologue. Le lendemain, McCabe gagne la première étape au sprint. Lors de la seconde étape, Sepp Kuss attaque dans l'ascension du Mont Nebo, dépasse les échappés restants et atteint le sommet avec une minute d'avance sur le groupe maillot jaune; il gagne l'étape sans être rejoint et prend le maillot de leader.
Les deux étapes suivantes arrivent au sprint.
La cinquième étape est la seule avec un final en montée. Au pied du Little Cottonwood Canyon, l'équipe Education First vient devant le peloton, pour préparer une attaque de Dombrowski. Sepp Kuss suit facilement, puis lâche les coureurs. Seul Ben Hermans arrive à le maintenir en vue durant l'ascension.
Dans la dernière étape, Kuss suit Jack Haig dans l'ascension de l'Empire Pass, mais à cinq kilomètres du sommet, l'Américain rejoint Nathan Brown, et le dépasse. Après ce fait, Hugh Carthy remonte les poursuivants dans la fin de la montée. Bookwalter revient dans le groupe de poursuivants dans la descente. Kuss gagne l'étape, les classements finals du général et des grimpeurs.

## Classements finals

### Classement général final
| \| Classement général \| Classement général \| Classement général \| Classement général \| Classement général \| \| Coureur \| Coureur \| Pays \| Équipe \| Temps \| \| ------------------ \| ------------------ \| ------------------ \| ------------------------- \| ------------------ \| \| 1er \| Sepp Kuss \| États-Unis \| LottoNL-Jumbo \| 21 h 41 min 12 s \| \| 2e \| Ben Hermans \| Belgique \| Israel Cycling Academy \| + 2 min 09 s \| \| 3e \| Jack Haig \| Australie \| Mitchelton-Scott \| + 2 min 21 s \| \| 4e \| Brent Bookwalter \| États-Unis \| BMC Racing Team \| + 2 min 39 s \| \| 5e \| Hugh Carthy \| Royaume-Uni \| EF Education First-Drapac \| + 2 min 42 s \| \| 6e \| Joe Dombrowski \| États-Unis \| EF Education First-Drapac \| + 2 min 58 s \| \| 7e \| Keegan Swirbul \| États-Unis \| Jelly Belly-Maxxis \| + 3 min 39 s \| \| 8e \| Luis Villalobos \| Mexique \| Aevolo \| + 3 min 57 s \| \| 9e \| Michael Woods \| Canada \| EF Education First-Drapac \| + 4 min 38 s \| \| 10e \| Peter Stetina \| États-Unis \| Trek-Segafredo \| + 5 min 50 s \| |                  |             |                           |                  |
| |                  |             |                           |                  |
| Source : ProCyclingStats |                  |             |                           |                  |
| Classement général |                  |             |                           |                  |
| Coureur | Coureur          | Pays        | Équipe                    | Temps            |
| 1er | Sepp Kuss        | États-Unis  | LottoNL-Jumbo             | 21 h 41 min 12 s |
| 2e | Ben Hermans      | Belgique    | Israel Cycling Academy    | + 2 min 09 s     |
| 3e | Jack Haig        | Australie   | Mitchelton-Scott          | + 2 min 21 s     |
| 4e | Brent Bookwalter | États-Unis  | BMC Racing Team           | + 2 min 39 s     |
| 5e | Hugh Carthy      | Royaume-Uni | EF Education First-Drapac | + 2 min 42 s     |
| 6e | Joe Dombrowski   | États-Unis  | EF Education First-Drapac | + 2 min 58 s     |
| 7e | Keegan Swirbul   | États-Unis  | Jelly Belly-Maxxis        | + 3 min 39 s     |
| 8e | Luis Villalobos  | Mexique     | Aevolo                    | + 3 min 57 s     |
| 9e | Michael Woods    | Canada      | EF Education First-Drapac | + 4 min 38 s     |
| 10e | Peter Stetina    | États-Unis  | Trek-Segafredo            | + 5 min 50 s     |

### Classements annexes
| Classement par points | Classement par points | Classement par points | Classement par points | Classement par points |
| --------------------- | --------------------- | --------------------- | --------------------- | --------------------- |
|                       | Coureur               | Pays                  | Équipe                | Point(s)              |
| 1er                   | Travis McCabe         | États-Unis            | UnitedHealthcare      | 55 points             |
| 2e                    | Ulises Castillo       | Mexique               | Jelly Belly-Maxxis    | 33 pts                |
| 3e                    | Sepp Kuss             | États-Unis            | Lotto NL-Jumbo        | 31 pts                |
| modifier              |                       |                       |                       |                       |

| Classement de la montagne | Classement de la montagne | Classement de la montagne | Classement de la montagne | Classement de la montagne |
| ------------------------- | ------------------------- | ------------------------- | ------------------------- | ------------------------- |
|                           | Coureur                   | Pays                      | Équipe                    | Point(s)                  |
| 1er                       | Sepp Kuss                 | États-Unis                | Lotto NL-Jumbo            | 34 points                 |
| 2e                        | Daniel Jaramillo          | Colombie                  | UnitedHealthcare          | 27 pts                    |
| 3e                        | Hugh Carthy               | Royaume-Uni               | EF Education First-Drapac | 23 pts                    |
| modifier                  |                           |                           |                           |                           |

| Classement du meilleur jeune | Classement du meilleur jeune | Classement du meilleur jeune | Classement du meilleur jeune | Classement du meilleur jeune |
|                              | Coureur                      | Pays                         | Équipe                       | Temps                        |
| ---------------------------- | ---------------------------- | ---------------------------- | ---------------------------- | ---------------------------- |
| 1er                          | Luis Villalobos              | Mexique                      | Aevolo                       | en 21 h 45 min 9 s           |
| 2e                           | Nicola Conci                 | Italie                       | Trek-Segafredo               | + 4 min 5 s                  |
| 3e                           | Neilson Powless              | États-Unis                   | Lotto NL-Jumbo               | + 4 min 28 s                 |
| modifier                     |                              |                              |                              |                              |

| Classement par équipes | Classement par équipes    | Classement par équipes | Classement par équipes |
|                        | Équipe                    | Pays                   | Temps                  |
| ---------------------- | ------------------------- | ---------------------- | ---------------------- |
| 1re                    | EF Education First-Drapac | États-Unis             | en 65 h 13 min 19 s    |
| 2e                     | BMC Racing                | États-Unis             | + 11 min 19 s          |
| 3e                     | Trek-Segafredo            | États-Unis             | + 22 min 26 s          |
| modifier               |                           |                        |                        |